# James Bellamy (1819-1909)
Ne pas confondre avec James Bellamy (1881-1969), un footballeur et un entraîneur anglais.
Pour les articles homonymes, voir Bellamy.
James Bellamy, né en 1819 et mort en 1909, est un universitaire britannique et administrateur à l'Université d'Oxford.

## Biographie
James Bellamy étudie à la Merchant Taylors' School et au St John's College à Oxford, où il obtient un baccalauréat universitaire ès lettres en 1841 et une maîtrise en 1845. Ordonné prêtre en 1843, il obtient un bachelor of Divinity en 1850, puis un doctorat en théologie en 1872. Il est président du St John's College de 1871 à 1909.
À l'Université d'Oxford, il est membre de la Commission universitaire de 1877 à 1879 et Vice-Chancelier de 1886 à 1890. Il est aussi conservateur et musicien. 